# Aristaria bleptinalis
Aristaria bleptinalis là một loài bướm đêm trong họ Noctuidae.